# 기분부전장애
기분부전장애(氣分不全障礙, 영어: Dysthymic disorder) 또는 기분부전증(영어: Dysthymia, persistent depressive disorder, PDD)는 주요우울장애와 증상이 비슷하되, 그 정도가 경하면서 2년 이상 지속되는 증상을 말한다. 기분저하증(氣分低下症)이라고도 한다.

## 진단
미국정신의학협회(American Psychiatric Association) 발행 정신질환 진단 및 통계 편람(Diagnostic and Statistical Manual of Mental Disorders) 제4판 이른바 DSM-IV에는 기분부전장애 특징이 규정되어 있다. 핵심 증상은 최소 2년간 일상 대부분이나 일부에서 우울감을 느끼는 것이다. 에너지 저하, 수면 혹은 식욕 장애, 자존감(self-esteem) 저하는 임상상(clinical picture)에도 기여한다. 환자는 진단 전에 이미 수 년 간 앓아 왔을 수도 있다. 주변 사람들은 환자를 "그저 기분이 침울한 사람(just a moody person)" 비슷하게 묘사할 수 있다. 진단 기준은 다음과 같다.
- 2년 이상 일상 대부분 동안 성인 환자는 우울 기분을 보고하거나 타인에게 우울함을 보일 수 있다.
- 우울해지면 환자는 다음 조건 중 2가지 이상을 보인다.
  - 식욕 저하 혹은 증가
  - 수면 저하 혹은 증가(불면증 혹은 과다수면)
  - 피로 혹은 에너지 저하
  - 자존감 저하
  - 집중력 저하 혹은 의사결정 문제
  - 절망(hopelessness) 혹은 비관적 느낌
- 2년 동안 위 증상들이 두 달 이상 사라지지 않는다.
- 2년 지속 기간 동안 환자는 지속적인 주요 우울 삽화(major depressive episode)를 보이기도 한다.
- 환자는 조증, 경조증, 혹은 혼합 삽화(mixed episode)가 없다.
- 환자는 순환기질장애(cyclothymic disorder) 조건을 충족하지 않는다.
- 조현병이나 망상장애 등 만성적 정신병의 일부로서 우울이 나타나지 않는다.
- 의학적 질병이나 물질 사용 및 약물 사용으로 직접적으로 증상이 발현되지 않는다.
- 증상은 사회, 직장, 학업, 기타 삶의 주요 영역에서 심각한 문제나 고통을 일으킬 수 있다.[1]

아동기 및 청소년기에 기분은 짜증(irritable)스러울 수 있으며, 지속기간은 최소 1년이지만 성인은 진단에 2년이 필요하다.
초기 발병(21세 이전 진단)은 잦은 재발, 정신병 입언, 동반질병 가능성이 더 높다. 젊은 성인은 성격 비정상이 동반발생할 가능성이 높고 증상은 만성일 수 있다. 그러나, 나이 든 성인에게 심리학적 증상은 의학적 질병, 스트레스를 유발하는 삶의 사건, 상실과 관련되어 있다.
기분부전장애는 급성 증상이라는 점에서 주요우울장애와는 차이를 보인다. 기분부전장애는 주요우울장애보다 장기지속적이고 만성적이며, 증상은 2주 정도만 나티날 수 있다. 또한 기분부전장애는 주요우울장애보다 이른 나이에 나타날 수 있다.

## 같이 보기
- 인격장애
- 기분 장애
- 기분부전장애
- 주요 우울 삽화
- 주요 우울 장애
- 파괴적 기분조절부전장애